# Hollnseth
Hollnseth är en kommun i Landkreis Cuxhaven i förbundslandet Niedersachsen i Tyskland. Kommunen bildades 1 juli 1972 genom en sammanslagning av de tidigare kommunerna Abbenseth och Hollen.
Kommunen ingår i kommunalförbundet Samtgemeinde Börde Lamstedt tillsammans med ytterligare fyra kommuner.